# Кавказьке (Новосибірська область)
Кавказьке (рос. Кавказское) — село у Баганському районі Новосибірської області Російської Федерації.
Входить до складу муніципального утворення Савкинська сільрада. Населення становить 157 осіб (2010).

## Історія
Згідно із законом від 2 червня 2004 року органом місцевого самоврядування є Савкинська сільрада.

## Населення
| 2002 | 2007 | 2010 |
| ---- | ---- | ---- |
| 161  | ↘130 | ↗157 |